# Révolution et contre-révolution en Catalogne
Révolution et contre-révolution en Catalogne : Socialistes, communistes, anarchistes et syndicalistes contre les collectivisations est un livre de Carlos Semprún Maura sur la Révolution sociale espagnole de 1936. Le livre est publié en 1974. Il est ensuite réédité par Les nuits rouges en 2002. Jaime Semprun participe à la rédaction du livre bien qu'il ne soit pas crédité.

## Argument
La thèse défendue par Semprún Maura est que lors de la Révolution espagnole, « Tout le monde était d'une manière ou d'une autre contre les collectivisations, sauf les travailleurs eux-mêmes. Certes, la CNT-FAI les revendiqua comme "sa" création et ce sont la plupart du temps des militants de ces organisations qui en prirent l'initiative. Mais le décret qui les limite et les dénature fut aussi, en grande partie, son œuvre. Les travailleurs qui avaient réalisé et défendu l'autogestion de nombreux secteurs industriels et agricoles avaient donc pour ennemis non seulement les militaires et les fascistes représentant la bourgeoisie, mais aussi objectivement les nouvelles couches bureaucratiques qui, placées sous les mêmes drapeaux qu'eux, avaient déjà commencé à rétablir, sous des formes parfois nouvelles, la vieille exploitation du travail salarié et la hiérarchisation totalitaire de la vie sociale. »
Semprún Maura critique aussi le rôle contre-révolutionnaire joué par l'URSS et les communistes espagnols : « Nulle part l'action de l'appareil communiste international n'a été aussi ouvertement contre-révolutionnaire qu'en Espagne; nulle part, hors des pays dits "socialistes", la répression policière stalinienne n'a joué un tel rôle, ni joui d'une telle marge de liberté d'action. Les crimes du stalinisme pendant la guerre civile espagnole rempliraient plusieurs volumes. Là n'est pas mon propos, mais il faut en parler car le rôle de l'URSS et des communistes espagnols a été déterminant dans l'écrasement de l'expérience révolutionnaire en Espagne. Il n'y a aucune contradiction entre la politique contre-révolutionnaire de l'URSS vis-à-vis de l'Espagne et sa nature sociale : le système social "soviétique" étant l'un des plus réactionnaires du monde (oppressif, policier, rigidement hiérarchisé), il aurait été pour le moins étonnant qu'il vînt en aide à la révolution espagnole et non à ses intérêts de "grande puissance". »